# 1395
| 1395               |
| ------------------ |
| Dødsfald - Fødsler |
|                    |

| Gregoriansk kalender | 1395 MCCCXCV            |
| Ab urbe condita      | 2148                    |
| Armensk kalender     | 844 ԹՎ ՊԽԴ              |
| Kinesiske kalender   | 4091 – 4092 甲戌 – 乙亥 |
| Etiopisk kalender    | 1387 – 1388             |
| Jødisk kalender      | 5155 – 5156             |
| Hindukalendere       |                         |
| - Vikram Samvat      | 1450 – 1451             |
| - Shaka Samvat       | 1317 – 1318             |
| - Kali Yuga          | 4496 – 4497             |
| Iransk kalender      | 773 – 774               |
| Islamisk kalender    | 797 – 798               |

Regent i Danmark: Margrete 1. 1387-1412 og senere formelt Erik 7. af Pommern 1396-1439
Se også 1395 (tal)

## Begivenheder
- 17. juni indgår Margrethe 1. på et møde på Lindholm Slot en fredsaftale og Albrecht af Mecklenburg frigives efter 6 års fangenskab